# Bruno Corelli
Bruno Corelli (* 20. August 1918 in Bologna; † 17. Februar 1983 in Tunis) war ein italienischer Schauspieler.

## Leben
Corelli war ein begeisterter Amateurschauspieler, der nach Rom zog, um am Centro Sperimentale di Cinematografia Darstellung zu studieren. Mit einigen seiner dortigen Kurskollegen wurde er 1938 von Carmine Gallone für dessen Kinofilm Drei Frauen um Verdi verpflichtet. Nach diesem Engagement brach Corelli die Ausbildung ab und trat etwa zehn Jahre lang als Bühnendarsteller in Prosastücken und Revuen auf, in denen er wegen seines Humors und seinen Fähigkeiten als Pantomime und Tänzer geschätzt wurde. Anschließend begann er eine bis 1963 anhaltende extensive Tätigkeit als Nebendarsteller des italienischen Films, meist in sympathischen und spaßigen Rollen mit derben und auch anzüglichen Scherzen, brachte es aber nie zu Hauptrollen.

## Filmografie (Auswahl)
- 1938: Drei Frauen um Verdi (Giuseppe Verdi)
- 1950: Io sono il Capataz
- 1950: Süßer Reis (L'inafferabile 12)
- 1950: Hundeleben (Vita da cani)
- 1952: Andere Zeiten (Altri tempi)
- 1954: Ein Amerikaner in Rom (Un americano a Roma)
- 1954: Geliebte Tram (Hanno rubato un tram)
- 1959: Der Sohn des roten Korsaren (La scimitarra del Saraceno)
- 1963: Follie d'estate